# Инсуа, Альберто
Альберто Инсу́а (исп. Alberto Inzúa) (24 сентября 1926 года, Гавана, Куба — 14 апреля 2003 года, Мехико, Мексика) — мексиканский и кубинский актёр.

## Биография
Родился 24 сентября 1926 года в Гаване. Он выучился и сыграл в двух кубинских теленовеллах и стал самым известным кубинским актёром театра и кино и секс-символом 1950-х годов. Через несколько лет, актёр связал свою жизнь с мексиканским кинематографом, но такой популярности, как у себя на родине, актёр не получил. Удача улыбнулась ему лишь в 1987 году ролью работодателя — ловеласа Нестора Пароди в культовой теленовелле Дикая Роза, после успеха которого, последовали роли в других культовых мексиканских теленовеллах, и затем актёр серьёзно заболел. У актёра на фоне ожирения наступила опухоль пищеварительной системы, которая разрасталась и лопнула, что и стало причиной летального исхода.
Скончался  14 апреля 2003 года из-за разрыва пищевода. Его имя навечно вписано золотыми буквами в историю мексиканского и кубинского кинематографа. Более подробная биография актёра отсутствует.

## Фильмография

### Сериалы студииTelevisa
- 1980 — Колорина — Матиас
- 1984 — Да, любовь моя — Спенсер
- 1987 — Дикая Роза — Нестор Пароди
- 1992 — Мария Мерседес
- 1996 — Марисоль — Рохелио Ледесма
- 1999 — Росалинда
- 2000 — Обними меня крепче — Порфирио
- 2001 — Злоумышленница — Адвокат Паласиос